# Історія Феодосії
Історія Феодосії

## Античні часи
Місто заснували вихідці з грецького міста Мілет (Мала Азія) в середині VI столітті до н. е., назвавши поселення Θεοδοσια Теодосія («Богом дана»).
Перші поселенці жили в землянках і напівземлянках. Займалися сільським господарством, ловили рибу, розвивали ремісничу справу, налагодили торгівлю з батьківщиною і з місцевими племенами. Зручне географічне розташування на перехресті торговельних шляхів, родючі землі та зручна гавань створили сприятливі умови для швидкого розвитку міста. Грецькі купці везли на продаж оливкову олію, вино, прикраси, посуд, а купували шкіри, ліси, рибу, хліб. Наймана морська служба була головним родом занять більшості вільних громадян Феодосії. За свідченням грецького історика Страбона, порт міста того часу міг прийняти до 100 кораблів. Це був типовий грецький поліс, тобто місто-держава.

Проте суперництво з містами сусіднього Боспорського царства привело до того, що Боспор спробував насильницьки приєднати до себе Феодосію. Противоборство тривало декілька років, і в 355 році до н. е. війська боспорського царя Левкона I опанували містом. Знаменитий афінський оратор Демосфен в одній з своїх мов повідомляв: 
|  | Левкон влаштував новий торговий порт Феодосію, який, за словами моряків, нітрохи не гірше Боспора. |

В III—IV століттях до н. е. навколишня територія міста стала місцем війни між Боспором і Херсонесом Таврійським.
Перші століття нашої ери ознаменувалися для грецької колонії набігами загарбників — сармати, готи і гуни, нашестям яких приблизно в 370 році місто було зруйноване і розграбоване. У 5 столітті сюди прийшли алани і заспували поселення Ардабда, тобто «Семибожне». Біля VII століття н. е. його захопили хозари, а потім, у XIII столітті — воно опинилася під владою Улуса Джучі.

## Генуезький період

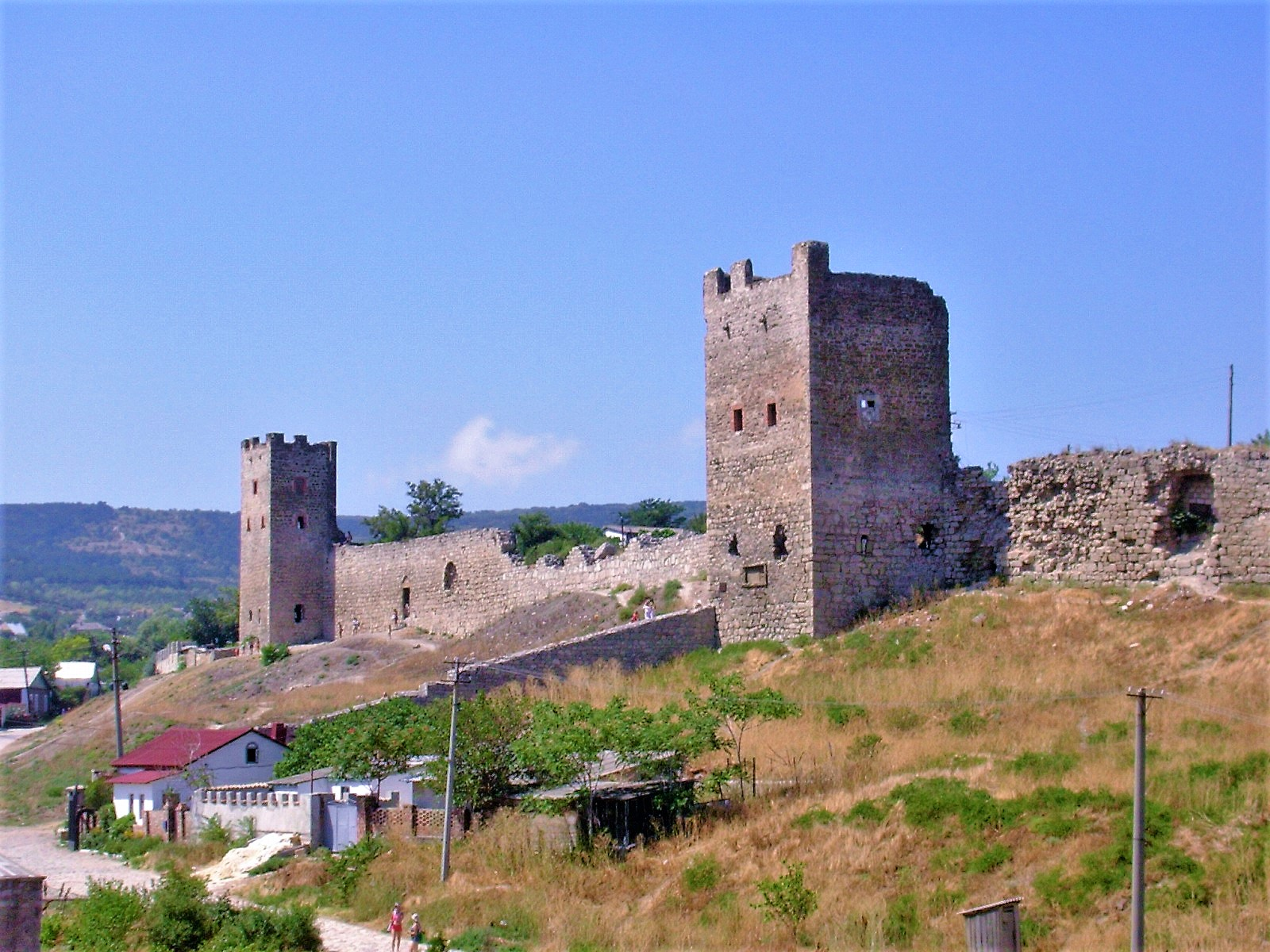
Залишки Генуезької фортеці

Не пізніше 1234 року біля берегів колишньої Теодосії з'явилися генуезькі купці.
За Німфейським договором 1261 року імператор відродженої Візантії Михаїл VIII Палеолог віддав генуезцям усі торгові привілеї, які до того належали венеційцям.
В 1266 році генуезці домоглися від правителя Криму Уран-Тимура права заснувати власну колонію Кафу, вказавши саме на руїни Теодосії, що знаходилися лише в 30 кілометрах від резиденції Уран-Тимура в Старому Криму. Умовами перебування колоністів була вчасна сплата податків і мит в обмін на дозвіл вільно торгувати в усіх ханських володіннях. Поширена легенда про викуп землі для міста відтворює не менш легендарну історію заснування Карфагена — розповідали, що представники місцевого населення погодилися віддати землю під поселення, але за умови, що покупці наповнюють волову шкіру золотом, а потім беруть стільки землі, скільки займе за площею ця шкіра. Після завершення операції генуезці розрізали шкіру на вузькі ремінці, зв'язали їх між собою і розтягнули по периметру. Ця хитрість дозволила зайняти досить велику площу, якої вистачило для спорудження міста.
Кафа швидко перетворилася на великий транзитний вузол міжнародної торгівлі та центр чорноморських володінь Генуї — так званої Газарії. З 1289 року містом керував генуезький консул. Кафа отримала власний статут, ставши самоврядною комуною.
В 90-ї роки XIII століття генуезці в союзі з візантійцями спробували заблокувати Босфор. Проте венеційська ескадра не лише прорвала блокаду, а й атакувала та спалила Кафу. НУ 1299 році Кафа була спалена Ногаєм під час громадянської війни в Улусі Джучі, коли генуезці непередбачливо відмовилися платити данину та ще й вбили її збирача. Зрештою, в 1308 році на вимогу хана Тохти генуезці взагалі змушені були залишити Кафу, і повернулися до міста лише в 1313 році, вже за правління нового володаря Улуса Джучі — Узбека. Після цього Кафа отримала регулярне планування — з поділом на власне місто («чітта»), цитадель та перемістя («борго»), і була захищена кількома лініями оборонних мурів.
До 1318 року Кафа перетворилася на найбільше багатонаціональне середньовічне місто. Папа римський Іоанн XXII, бачивши квітучий стан міста, заснував в нім єпархію. У цьому ж році генуезці оточили місто огорожею з колод, скріпливши їх цементом, а в 1352 році при консулові Готтіфредо де Зоаліо почали замінювати цю огорожу кам'яною стіною з високими баштами і декількома міцними воротами.
Досить скоро Кафа стала і опорним пунктом генуезьких колоній в Північному Причорномор'ї. Через Кафу до Європи вивозилася пшениця, східні прянощі, золото і коштовні камені. Місто було обширне і багате. В порту стояли сотні купецьких галер. На рейді затоки Кафи можна було побачити відразу до 200 кораблів, тут завжди стояла частина кафського комерційного флоту. Найчастіше це були парусний-грібні судна — фусти. На ринку Кафи велася торгівля Західної Європи зі Сходом і з Руссю. Є припущення, що в різний час через місто проходив Великий шовковий шлях.
Місто було розбите на численні квартали згідно з національними, конфесійними ознаками й професійною приналежністю. Тут жили італійці, греки, вірмени, євреї, русичі, болгари, караїми і татари. В Кафі було близько 20 тисяч будинків, понад сто церков і мечетей, більше ста фонтанів, ціла система дренажних колодязів, басейнів і гротів, залишки яких археологи знаходять до цього дня. Місто прикрашали монументальні палаци і храми, побудовані найкращими майстрами італійського Відродження.
Історичні документи свідчать про те, що в XIII — XV століттях Кафа була центром работоргівлі в басейні Чорного моря, її невільничий ринок був відомий і при Генуї, і, пізніше, при османах. Коренасті і міцні працівники купувалися для роботи; рослі, сильні чоловіки — для вигідного перепродажу в гвардію царів і полководців далеких країн. Багато чоловіків продавали на галери. Дівчат купували для гаремів, жінок постарше — для роботи в будинках.
В ті роки Кафа розрослася настільки, що їй стало тісно в межах міських стін, і Генуя опоясала місто другою кріпосною стіною. Залишки оборонних споруд — башти святого Костянтина, Климента, кругла башта, а також частина кріпосної стіни — збереглися до наших днів.
Адміністративний центр Кафи знаходився у внутрішній, добре укріпленій частині міста, так званій цитаделі, залишки якої збереглися на Карантинному пагорбі. Під зовнішньою кріпосною стіною в густозаселенних кварталах рядами були розташовані майстерні, лавки, базари, таверни.
За час генуезького періоду в Кафі не раз виникали повстання, так як класові, національні і релігійні суперечності були тут дуже сильні. Зокрема вони були в 1454, 1456, 1457, 1463 роках.
У 1454 році до Кафи підійшла османська ескадра і змусила місто взяти зобов'язання виплачувати Мехмеду II щорічну данину.
У 1475 році до Кафи була спрямована нова військова експедиція на чолі з великим візиром Гедік Ахмед-пашею. Спротив, якщо й був, то майже непомітним. За переказами, браму міста перед завойовниками відкрили місцеві селяни, невдоволені великими поборами, які стягували з них італійці. Більшість генуезців, яких турки захопили у Кафі, вони просто посадили на кораблі і відправили до Константинополя, звідки кожен міг дістатися Генуї самотужки. В місті залилися лише біля двохсот італійських сімей. А деякі з італійців поквапилися перейти у підданство до кримського хана.

## Османська доба

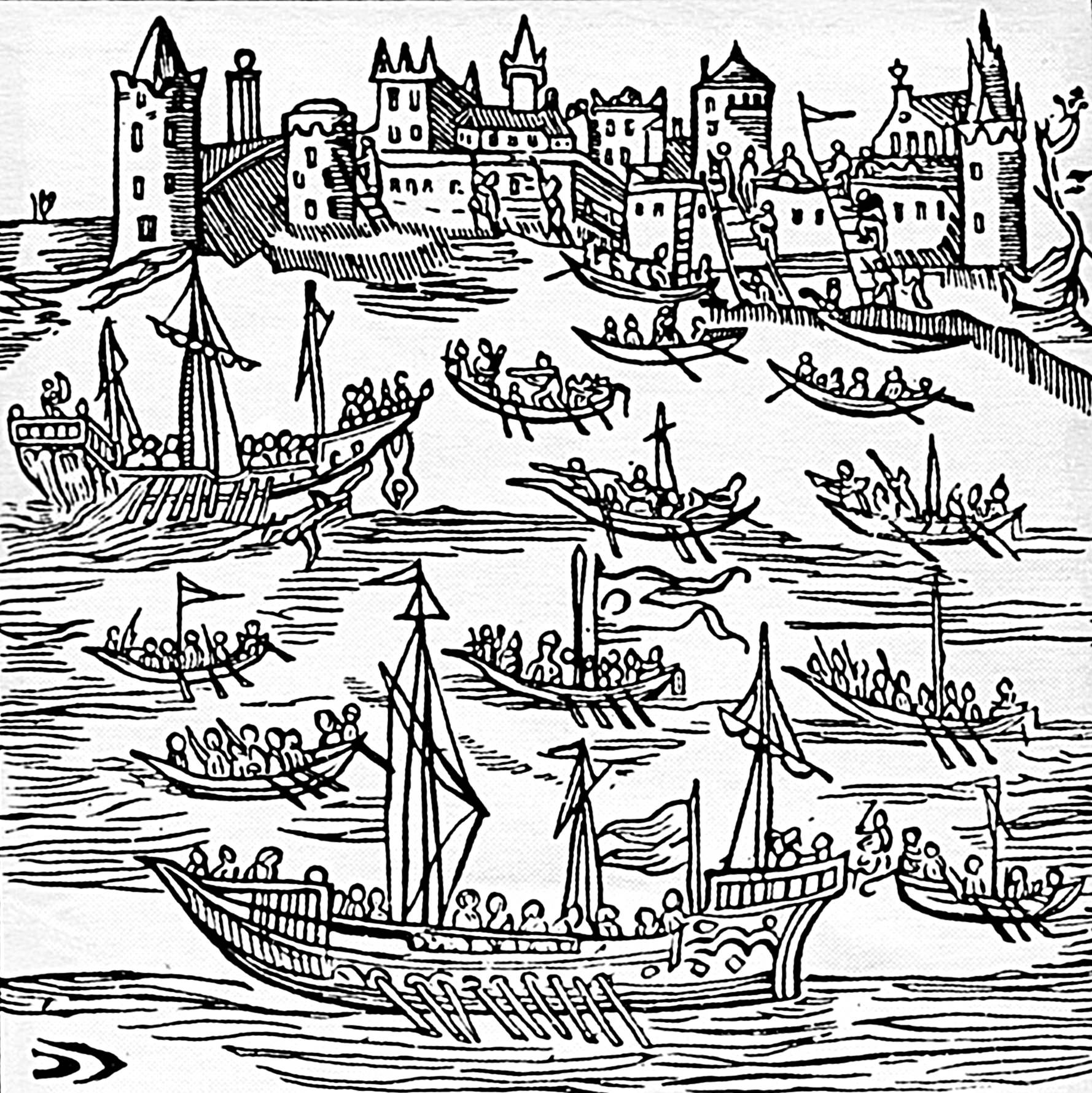
Запорожці на «чайках» під головуванням гетьмана Петра Сагайдачного знищують османський флот і захоплюють Кафу в 1616.

Захопивши Кафу, османи перейменували її в Кефе (Кеффе) і перетворили на свій головний опорний пункт на Кримському півострові. Тут знаходилася резиденція намісника османського султана в Криму.
Зруйновану при захопленні Кафу — османи ґрунтовно перебудували на свій лад, спорудили мечеті з мінаретами, прикрасили східними лазнями. За відновлену велич османи називали місто Кучук-Стамбул (Малий Стамбул).
Як і при Генуї, Кефе залишалася міжнародним торговим перехрестям і головним невільничим ринком. На тутешньому невільничому ринку була продана легендарна українка Роксолана, що стала дружиною османського султана і однією з найвпливовіших жінок в історії. Часто «живим товаром» ставали полонені жителі південних російських і українських земель. Набіги були так часті, що значна територія півдня України до кінця XVI століття практично обезлюділа, отримавши назву Дикого поля. Торгівля людьми була чималим джерелом доходу Кримського ханства.

У Кафі внаслідок грабіжницьких наскоків нерідко скупчувалося близько 20 тисяч невільників, більшість з-поміж яких були з українських земель. Михайло Литвин, дипломатичний посланець литовського уряду в Криму в першій половині XVI століття, писав: 
Таке відбувається по всіх містах на Таврійському півострові, а надто в Кафі. Там цілі гурти отих бездольних невольників одганяються з базару просто на кораблі. Це є не місто, а зажерлива прірва, що п'є нашу кров… 
У Криму, у тому числі і біля стін Кефе, почали з'являтися загони українських запорізьких козаків, що намагалися протистояти полоненню земляків. У 1616 році запорожці на своїх «чайках», під головуванням гетьмана Петра Сагайдачного опанували Синопом і Трапезундом. Потім раптовим ударом знищили весь османський флот, що стояв в бухті, і, узявши нападом Кефе, звільнили декілька тисяч невільників, призначених для продажу в рабство. Такі походи в Крим були ще в 1628 і 1675 роках.

## У складі Російської імперії

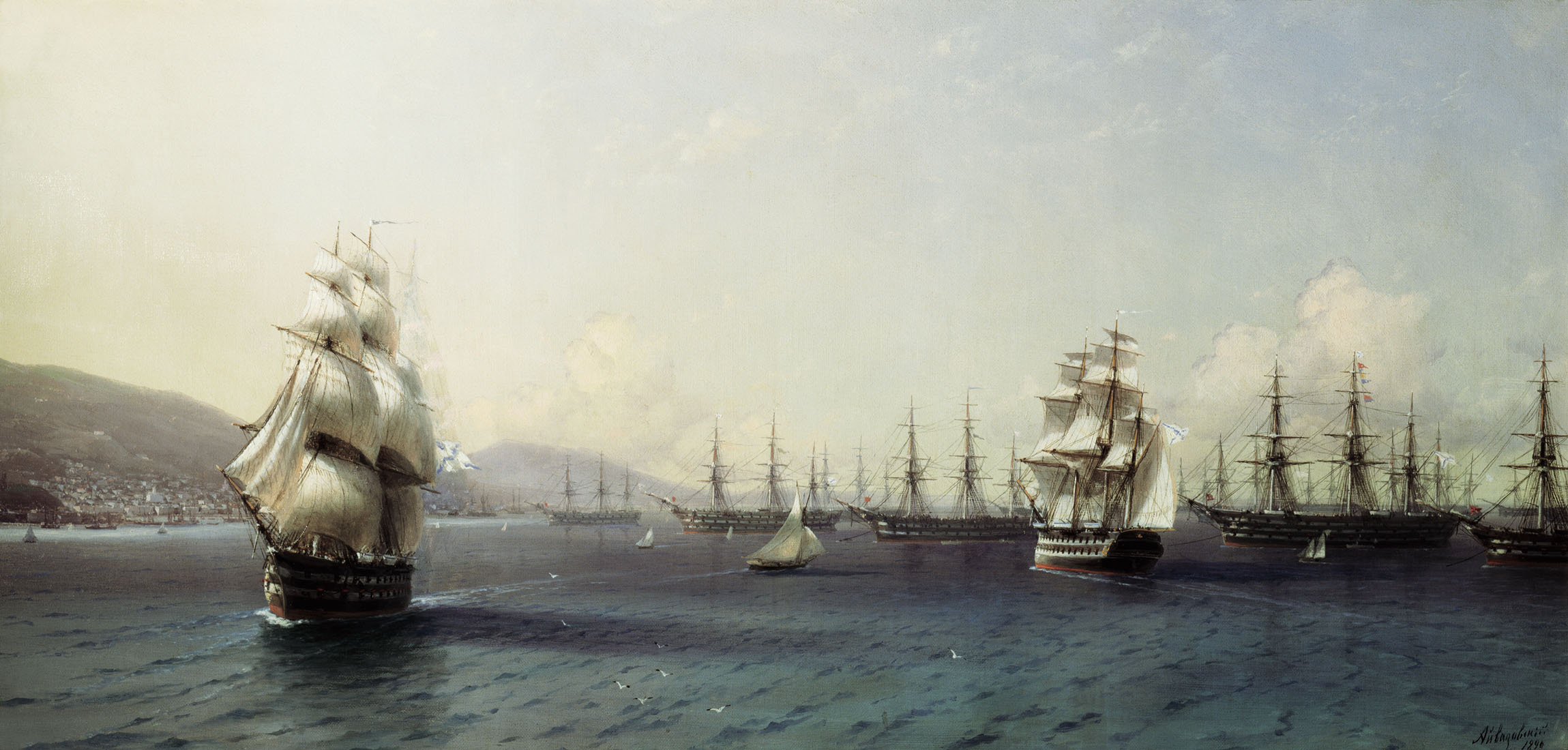
І. К. Айвазовський. «Чорноморський флот в Феодосії». 1890

Під час російсько-турецької війни 1768 — 1774 років російські війська в 1771 році захопили місто. 1783 року його було приєднано до Російської імперії і в 1787 році, за велінням Катерини ІІ, місто перейменоване на Феодосію. З 1802 року Феодосія — повітове місто Таврійської губернії.
Феодосія стала російською військовою базою, але на початку 1790-х років втратила стратегічне значення. Стан міста був невтішним. Переселення християн в Приазов'ї в 1778 році, а потім масова еміграція мусульманського населення до Османської імперії після приєднання Криму до Російської імперії зробили Крим практично безлюдним. Не уникнула цієї долі і Феодосія. В кінці XVIII століття населення міста налічувало 325 чоловік.
Щоб підтримати місто, в 1798 році імператор Павло I дарував йому право безмитної торгівлі (порто-франко). Статус передбачав безперешкодне поселення тут іноземців і безкоштовну передачу їм землі з однією умовою: протягом п'яти років посадити на виділених ділянках сади, побудувати будинки або заснувати який-небудь заклад. На початку XIX століття німці-переселенці з Швейцарії і Баварії заснували у Феодосії район Форштадт (з німецького «передмістя»), назва району збереглася до цього дня.

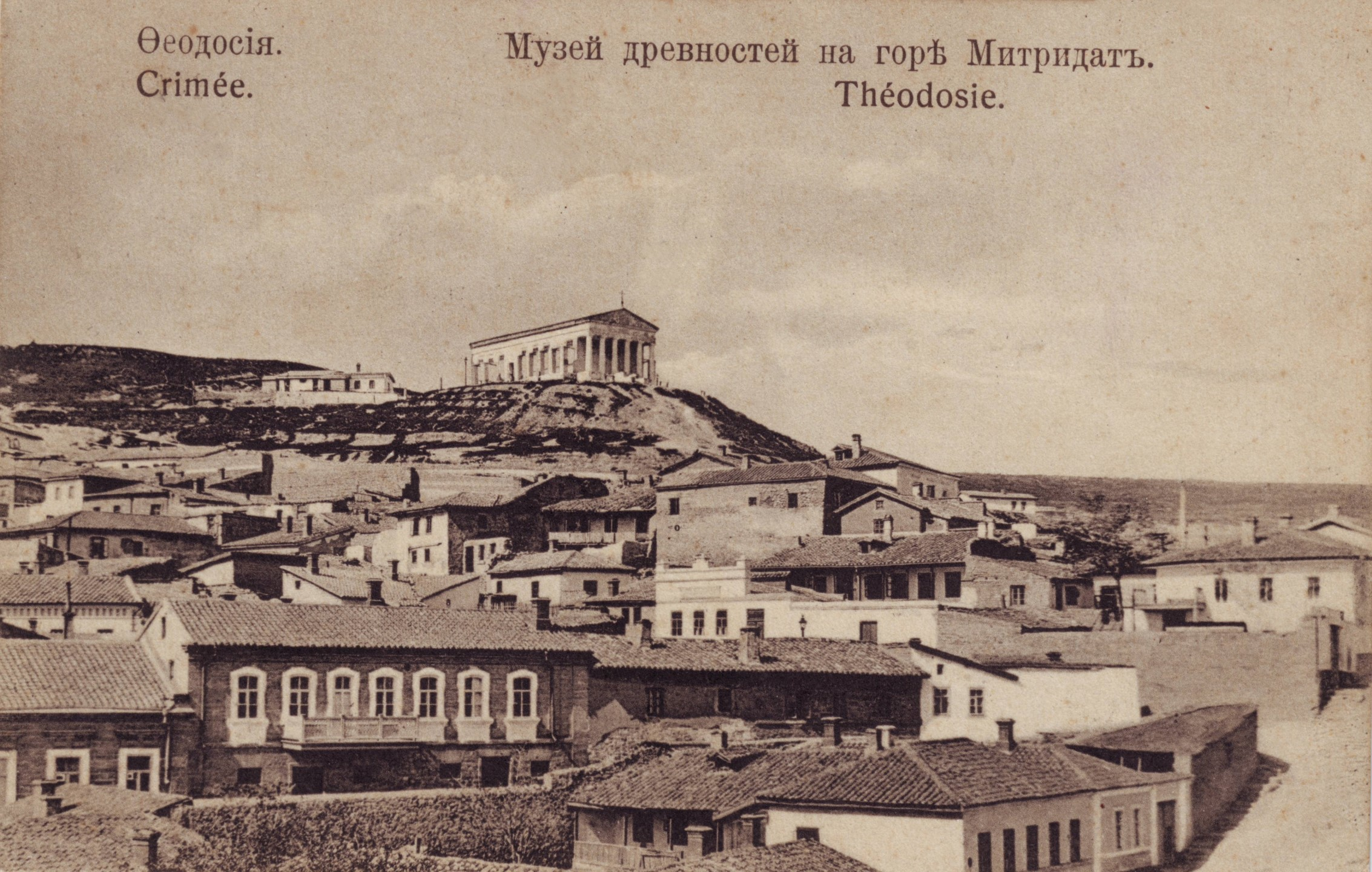
Стара феодосійська листівка з зображенням Музею старовини на горі Мітрідат

25 травня 1811 року у Феодосії відкрився перший в Криму музей — Феодосійський музей старовини. Засновником його став С. М. Броневський, високоосвічений дворянин, градоначальник Феодосії.
Значним поштовхом до відродження міста було будівництво залізничної гілки Джанкой — Феодосія, яка почала діяти з 1892 року. Через три роки було завершено і будівництво нового морського порту (головний експорт — збіжжя), мала значення також тютюнова промисловість. Це сприяло зростанню міста (1829 рік — 3 700 чоловік, 1904 рік — 30 600 чоловік).
Феодосія стає одним з найбільших торгових портів на кримському узбережжі і переживає справжній будівельний бум. Переважна більшість старих будівель міста побудовані в кінці XIX — початку XX століть, у тому числі і ряд красивих особняків на набережній Феодосії — дача Стамболі, «Мілос», «Вікторія» і інші.

## Роки радянської влади
У роки Громадянської війни тут, з різних причин, опинилися видні представники російської інтелігенції: письменники, поети, музиканти, композитори. Восени 1920 року порт Феодосії став одним з основних пунктів білої еміграції.
По закріпленні радянської влади Феодосія 1921 увійшла до складу Кримської АРСР. Перші роки радянської влади спричинили занепад міста (1921 рік — 35 400 чоловік, 1926 рік — 28 700). У добу п'ятирічок місто розвинулося як промисловий і курортний центр.
Під час Другої світової війни місто чотири рази переходило з рук в руки. Найзначнішою подією Феодосії військових років стала Керченсько-Феодосійська операція і висадка в грудні 1941 року радянського морського десанта в порту Феодосії. Загалом нацистська окупація продовжувалась з 2 листопада 1941 року по 13 квітня 1944 року (місто відвойоване військами Окремої Приморської армії під командуванням генерала армії А. І. Єрьоменко, у взаємодії з кораблями флоту, з 4-ю повітряною армією, а також при активній участі партизан).
Після визволення міста потрібні були героїчні зусилля, щоб відбудувати зруйноване господарство. Гітлерівці перетворили на руїни споруди морського порту й залізничної станції, промислові підприємства, санаторії й будинки відпочинку, Інститут фізичних методів лікування, лікарні, кінотеатри, школи й технікуми, історико-археологічний музей, зруйнували більше половини всього житлового фонду. За роки окупації фашисти розстріляли, повісили й закатували 8300 мирних громадян і військовополонених, вивезли до Німеччини 3 тис. чоловік.
Для керівництва відбудовними роботами міський комітет партії створив штаб на чолі з першим секретарем міськкому ВКП(б) В. І. Мироновим. Ударні бригади добровольців розчищали завали на вулицях, розбирали залишки будівель та стін. Тисячі феодосійців — робітники, службовці, пенсіонери, хатні господарки, підлітки — щоранку й щовечора виходили на роботу, щоб ліквідувати наслідки ворожого нашестя. Ці роботи виконувалися в позарочний час, без плати. У місті працювало 12 спеціалізованих бригад з хатніх господарок, які оволоділи професіями мулярів, штукатурів, пічників. Держава подала велику допомогу визволеному місту: 19352 тис. крб й значні матеріальні фонди. Були виділені кошти на відбудову консервного заводу, хлібопекарні й м'ясокомбінату, гідровапняного заводу, лікувальних закладів, картинної галереї ім. І. К.Айвазовського.

## Сучасна історія
У травні-червні 2006 року місто стало ареною отримання політичних дивідендів у противників вступу України до НАТО. Місцеві активісти ПР, КПУ і ПСПУ з 27 травня по 22 червня проводили акцію протесту проти проведення навчань «Sea breeze 2006», розгорнувши в районі порту наметове містечко та блокувавши розвантаження корабля «Adventure».
На згадку про ці події на стіні алеї біля порту Феодосії, в тому місці, де стояло наметове містечко, 22 червня 2007 року за рішенням місцевої Міськради була урочисто відкрита пам'ятна меморіальна табличка.
У березні 2014 року Феодосія, як і інші міста Кримського півострову, була окупована російськими військами, а 18 березня — анексована Російською федерацією.

## Фото
- Фотофакт. 11 червня 2006 року. Акція протесту біля порту Феодосія. Автор Сергей Томас, fotofact.net
- Фотофакт. 12 червня 2006 року. Від'їзд вояків НАТО з військового шпиталю у Феодосії. Автор Сергей Томас, fotofact.net